# Torregrotta
Torregrotta ist eine Stadt der Metropolitanstadt Messina in der Region Sizilien in Italien mit 7289 Einwohnern (Stand 31. Dezember 2023).

## Lage und Daten
Torregrotta liegt 29 Kilometer westlich von Messina. Die Einwohner arbeiten hauptsächlich in der Landwirtschaft und in der Ziegelindustrie. 
Die Nachbargemeinden sind: Monforte San Giorgio, Roccavaldina, Valdina.

## Geschichte
Bis 1923 bildete Roccavaldina und Torregrotta eine Gemeinde. Seitdem ist Torregrotta selbstständig.